# Amniorrexi
L'amniorrexi o ruptura de membranes o és un terme per descriure una ruptura del sac amniòtic durant l'embaràs. Normalment, es produeix espontàniament al final del termini de l'embaràs, ja sigui durant o al començament del part. La ruptura de les membranes és coneguda col·loquialment com trencar aigües. Una amniorrexi prematura és una ruptura de l'amni que es produeix abans de l'aparició del part.
De vegades, el fetus neix sense ruptura del sac amniòtic (cap ruptura de membranes). En aquests casos, el nen pot estar totalment dins del sac un cop nascut; aquest naixement es coneix com a naixement amb caput galeatum.

## Tipus
- Amniorrexi espontània, és la forma normal que es produeix havent-se iniciat el treball de part.
- Amniorrexi prematura, quan es produeix abans de l'inici del part.
- Amniorrexi preterme, la que es produeix abans de les 37 setmanes de gestació.
- Amniorrexi artificial, quan la ruptura es produïda per part de tercers, normalment una llevadora o obstetra per tal de induir o accelerar el treball de part.